# Loek Dikker

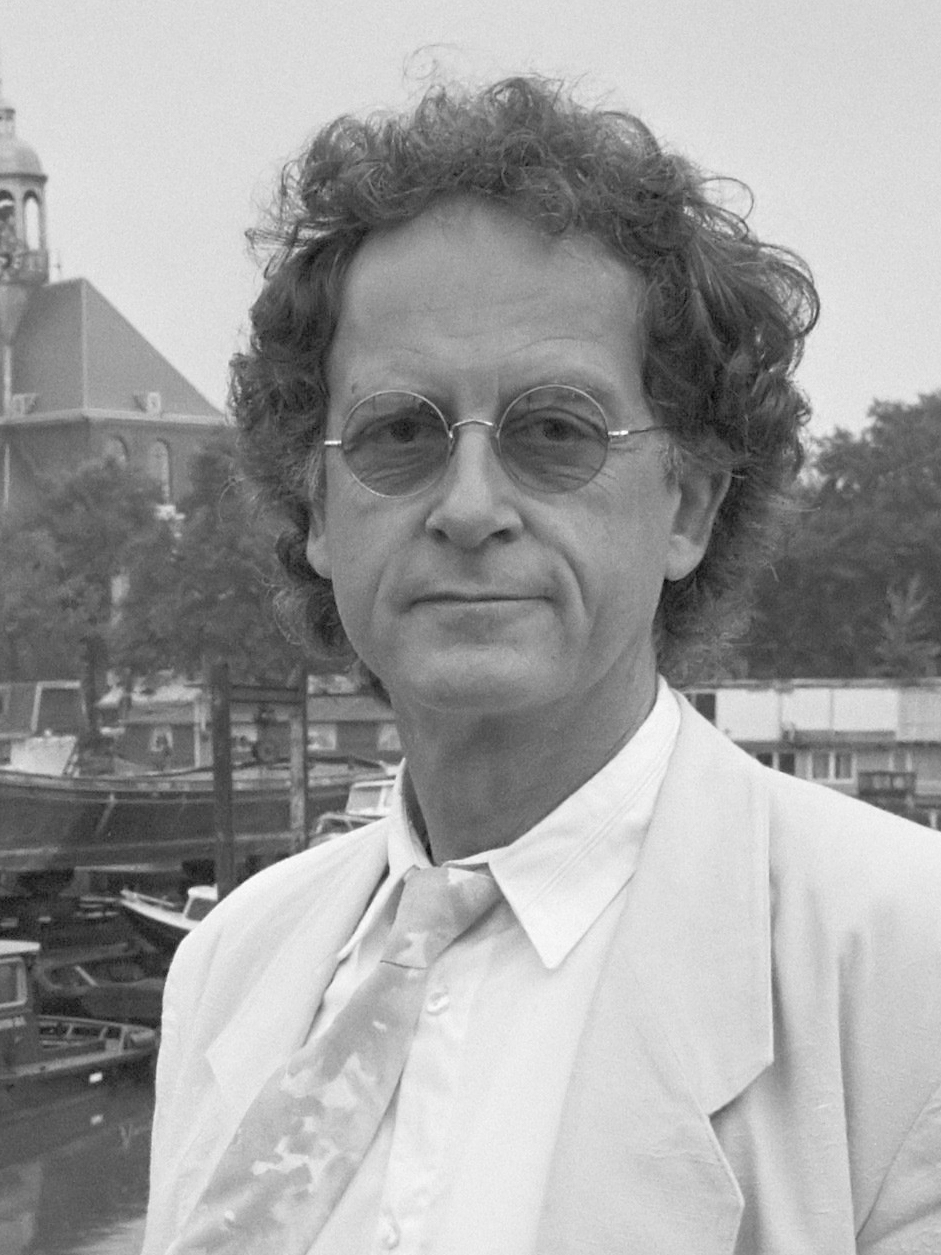
Loek Dikker (1989)

Loek Dikker (* 28. Februar 1944 in Amsterdam) ist ein niederländischer Komponist und Jazzpianist.

## Leben
Dikker ist auf dem Gebiet der Jazzmusik als Pianist und Bandleader der Gruppe The Waterland Ensemble (später Waterland Trio) aktiv, mit der er Tourneen durch die USA und Kanada unternahm und zwei Alben einspielte. Seit 1969 komponierte er eine große Anzahl von Werken für unterschiedliche Jazzensemble-Besetzungen.
1981 komponierte er seine erste Filmmusik. Die Musik zu Paul Verhoevens Film Der vierte Mann wurde 1983 als beste Filmmusik der Niederlande ausgezeichnet. Der Erfolg brachte ihm internationale Kompositionsaufträge, und er arbeitete mit Regisseuren wie Matthew Chapman, James Dearden, Eric Red und Richard Blank zusammen.
1990 erhielt er für sein Schaffen als Filmmusikkomponist das Goldene Kalb, einen Preis, der als niederländischer Oscar gilt. Für den Paramount-Film Body Parts erhielt er 1992 den Saturn Award. Ab 1994 lebte er einige Zeit in Kalifornien, seither lebt er abwechselnd in Los Angeles, Amsterdam und Berlin.
1999 schrieb er die Musik zu dem Film Diva Dolorosa, einem Stummfilm mit sinfonischer Live-Begleitung von Peter Delpeut. 2002 komponierte er die Filmmusik für Margarethe von Trottas Rosenstraße und für Laurens Straubs Film Führer Ex. Beide Filme wurden beim Filmfestival von Venedig gezeigt.

## Filmografie (Auswahl)
- 1981: The Past, a Trilogy (Regie: Bas von der Leq, Bram van Erkel und Roy Logger)
- 1981: Two Queens an a King (Regie: Otto Jongerius)
- 1982: The Dutch Connection (Regie: George Sluizer)
- 1982: Der vierte Mann (Regie: Paul Verhoeven)
- 1982: The Hague (Regie: Kees van Eyk)
- 1983: Friedliche Tage (Regie: Richard Blank)
- 1983: Ein Mann wie E.V.A. (Regie: Radu Gabrea)
- 1984: Yes is for a very young Man (Regie: Tom Jansen)
- 1985: Bitter Herbs (Regie: Kees van Oostrom)
- 1985: Passage (Regie: Albert van der Wildt)
- 1985: Animation in the Netherlands
- 1986: Slow Burn (Regie: Matthew Chapman)
- 1987: Iris (Regie: Mady Saks)
- 1988: Die vergessene Insel (Pascali’s Island, Regie: James Dearden)
- 1988: Doppelstecker (Regie: Richard Blank)
- 1989: Dilemma (Regie: Freddie Coppens)
- 1989: A Scherzo Furioso (Regie: Marianna Dikker)
- 1989: The Social Psychiatrist (Regie: Hans Otten)
- 1989: Ich bin Elsa (Regie: Richard Blank)
- 1989: Just a Tool (Regie: Hans Treffers)
- 1991: Body Parts (Regie: Eric Red)
- 1991: Die Queen von Platte (Regie: Richard Blank)
- 1992: Nie wieder schlafen, nie mehr zurück (Regie: Pia Frankenberg)
- 1992: Die Tigerin (Regie: Karin Howard)
- 1993: The forbidden Quest (Regie: Peter Delpeut)
- 1993: Between the Time (Regie: Marianna Dikker)
- 1993: Prinzenbad (Regie: Richard Blank)
- 1993: Paddling to Hollywood (Regie: Robbe te Hert und Willem Thijssen)
- 1994: Tracks in the Snow (Regie: Marianna Dikker)
- 1995: The Escape (Regie: Frank Mancuso)
- 1995: Innocent Babysitter (The Babysitter) (Regie: Guy Ferland)
- 1996: American Dreamer – Charmante Lügner (Telling Lies in America) (Regie: Guy Ferland)
- 1997: Felice, Felice (Regie: Peter Delpeut)
- 1997: The Commissioner (Regie: George Sluizer)
- 1998: Kinderland ist abgebrannt (Regie: Sybille Tiedeman)
- 1999: Diva Dolorosa (Regie: Peter Delpeut)
- 2000: The Younf Savages (Regie: Mady Saks)
- 2000: Treasure Chamber Rijksmuseum (Regie: Peter Delpeut)
- 2001: Little Darling (Regie: Emile Fallaux)
- 2001: Bela, Bela (Regie: Marjolein Boonstra)
- 2002: Führer Ex (Regie: Winfried Bonengel)
- 2002: Science Fiction (Regie: Dany Deprez)
- 2003: Rosenstraße (Regie: Margarethe von Trotta)
- 2003: Casanova or the Secret of his Success (Regie: Richard Blank)
- 2006: Wolfsbergen (Regie: Nanouk Leopold)